# Лёви, Эммануэль
Эммануэль Лёви (нем. Emanuel Loewy / Löwy; 1 сентября 1857, Вена — 11 февраля 1938, Вена) — классический археолог и теоретик.

## Биография
Лёви был под влиянием концепции «das Gedächtnisbild» от Эрнста Брюкке. Лёви был также учеником известного психоаналитика Зигмунда Фрейда. Среди его научных специальностей искусство древнегреческой вазописи.
Лёви служил профессором археологии в университете Рима (1891—1915), где он преподавал, среди прочих, Джулиа Джаджоли. Лёви был также профессором археологии в университете Вены (1918—1938).